# Jean-Édouard Du Monin
Pour les articles homonymes, voir Monin (homonymie).
Jean-Édouard Du Monin né à Gy dans le comté de Bourgogne en 1559 et mort assassiné à Paris en 1586, est un poète, dramaturge et traducteur comtois.

## Biographie
Enfant prodige, Du Monin eut pour premier maître son père, Claude Du Monin, homme lettré, mais sévère, qu’il perdit avant d’avoir atteint sa cinquième année. Sa mère le confia alors aux soins d’un maître d’école nommé Aizot, qui était établi à Gy. Celui-ci l’initia aussitôt à la lecture des poètes grecs et latins.
L’enfant continua ensuite ses études à Gray sous un professeur, qui s’appelait Berson et dont il parle lui-même avec reconnaissance. Plus tard il alla suivre les cours de l’université de Dole ; mais il était impatient de se produire sur un théâtre plus vaste.
Il n’avait probablement pas dix-huit ans quand il se rendit à Paris, où il fut admis au collège de Bourgogne. Dès lors le pauvre étudiant, à peine arrivé de sa province, fut poursuivi du désir d’étonner le monde par la variété de ses connaissances. Il voulut surtout se faire un nom comme poète, s’entendre louer à l’égal d’un Ronsard ou d’un Baïf.
Doué d’une volonté forte et d’une surprenante activité, il réussit en peu de temps à se faire connaître ; on parla de lui à Paris et ailleurs ; aussi, en 1580, lors de l’épidémie qui désola Paris, plusieurs villes lui offrirent l’hospitalité, c’est-à-dire, sans doute, une chaire où il pût enseigner. Il se décida pour Poitiers ; mais son absence fut de courte durée, et bientôt il revint au collège de Bourgogne.
L’ambition démesurée de Du Monin paraissait devoir être satisfaite. Un homme tel que Du Bartas, dont Du Monin nous apprend lui-même qu'il mit moins de cinquante jours pour traduire sa Sepmaine, se fit l’écho de l’admiration universelle, et composa pour le portrait du jeune poète ce quatrain qui résumait toutes ses prétentions :
Quel torrent, quelle mer, quel gouffre de science !
Ce qu’en leur vieil hiver le grand Stagirien,
Hipocrate, Platon et le Meonien
Ont sceu, Monin le sait sur l’avril de l’enfance.
Polyglotte (grec, latin, hébreu, espagnol, italien), Du Monin était en outre versé dans les mathématiques et la médecine. Cependant il s’était fait aussi des ennemis. Non seulement son style obscur et pédantesque, ses connaissances mal digérées devaient avoir des détracteurs ; mais il se pourrait qu’il eût irrité quelque personnage puissant par les privautés que, en sa qualité de poète, il croyait pouvoir prendre auprès des dames. Toujours est-il qu’il mourut victime d’un attentat dont les historiens n’ont pu pénétrer le mystère.
Cet homme, qui savait toutes les langues anciennes et modernes, qui était à la fois poète, philosophe, mathématicien et astrologue, fut assassiné dans l’enceinte même de son collège, le 5 novembre 1586.
Il a adapté la tragédie de Giovanni Battista Giraldi Cinthio L’Orbecche, publiée dans le Phoenix, qu’il intitule L’Orbecc-Oronte. Tragedie. En tant que dramaturge, il est aussi l’auteur de La Peste de la Peste, ou jugement divin, Tragedie : en 1580, la peste qui sévit est interprétée comme un signe de la colère de Dieu.
Les vers de Du Monin furent avant longtemps oubliés, Du Monin ne se recommandant plus guère à la suite qu’à l’attention des philologues par certaines innovations orthographiques pour lesquelles il fut un précurseur.

## Citation
Dans Les Aventures du baron de Fæneste (IV, 16), Agrippa d'Aubigné raconte une histoire pour montrer la «malice » «de Du Monin …, que le roy nomma le poëte des chevaux legers ».